# Bessemer City
Bessemer City ist eine City im Gaston County in North Carolina, USA. Die Bevölkerungszahl war 5.428 bei der Volkszählung im Jahr 2020. Gegründet 1893, ist das Motto der Stadt City with a Heart (Stadt mit Herz).

## Geschichte
Benannt wurde die Stadt nach Henry Bessemer. Gegründet wurde Bessemer City nahe dem Standort der Ormand-Sloan-Washington Eisenwerke. James Ormand wurde dazu 1756 Land von König George II. gegeben. Er gründete ein Bergwerk und die Ormand-Hütte, die älteste in Amerika. Die Stadt war ein wichtiges Zentrum der Baumwoll- und Eisenindustrie. Während der amerikanischen Revolution stellte die Ormand-Hütte Kanonenkugeln und Kanonen für die amerikanische Seite her.

## Geographie
Bessemer City liegt bei den Koordinaten 35° 17' 2.82" Nord und 81° 16' 58.17" West auf einer Höhe von 275 Metern über dem Meeresspiegel. Die 14,8 km² große Fläche des Gebietes setzt sich zusammen aus 14,6 km² Land- und 0,2 km² Wasserfläche. Im Ort kreuzen sich die North Carolina State Routes NC-161 und NC-274.